# Arroyo de la Vega
El arroyo de la Vega es un curso de agua que trascurre por el sudeste de la Comunidad de Madrid, España. Nace en la localidad de Pezuela de las Torres y sigue curso sur atravesando los municipios de Olmeda de las Fuentes, Nuevo Baztán y Villar del Olmo, hasta desembocar en el río Tajuña en el municipio de Ambite. Forma parte de la cuenca del Tajo. En 2008 el Vuelo 5022 de Spanair se estrelló en la orilla del arroyo de la Vega.
- Datos: Q5706146